# Playlife
Playlife è stato il nome dato ai motori di Formula 1 forniti al team Benetton dalla stagione 1998 fino al 2000.

## Storia

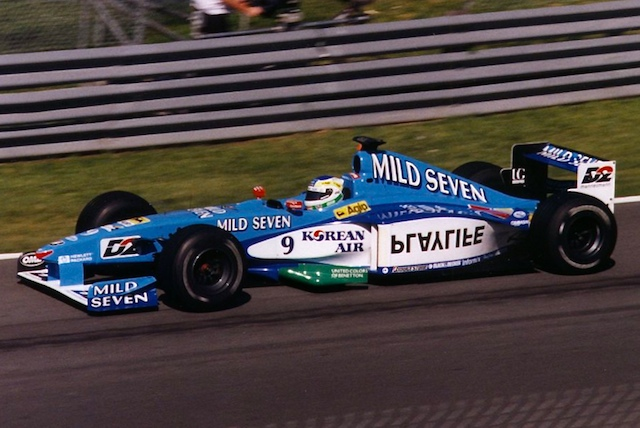
La Benetton B199 spinta da motore Playlife.

I propulsori in questione erano dei motori Renault, acquistati in un primo momento da Mecachrome nel 1998 e successivamente da Supertec nel 1999. Il nome Playlife deriva da uno dei marchi del Gruppo Benetton, un'azienda di moda con sede a Treviso e di proprietà della Benetton.
La prima vettura ad essere equipaggiata da motori con tale marchio è stata la Benetton B198 nella stagione 1998; il motore utilizzato in questa stagione è stato il GC37-01, in origine un Renault RS9, utilizzato nello stesso anno dalla Williams con il nome di Mecachrome.
L'anno successivo il motore per la nuova vettura, la Benetton B199, ha ricevuto il nome di Playlife FB-01 ed è stato impiegato con la denominazione Supertec anche dalla Williams e dalla BAR.
Nel 2000 il propulsore per la Benetton B200 è stato battezzato come Playlife FB02 ed è stato impiegato anche dalla Arrows sempre come Supertec.
I motori utilizzati erano dei V10 da 3.0 litri di cilindrata.
Per il 2001 la Benetton è tornata ad utilizzare motori Renault, come aveva fatto dal 1995 al 1997, mentre dal 2002 la scuderia è stata rilevata e rinominata dalla Renault.

## Risultati
| Scuderia | Stagioni  | Vittorie | Pole position | Giri veloci | Titoli mondiali | Podi |
| -------- | --------- | -------- | ------------- | ----------- | --------------- | ---- |
| Benetton | 1998–2000 | 0        | 1             | 1           | 0               | 6    |